# Barrio Mitre (Buenos Aires)

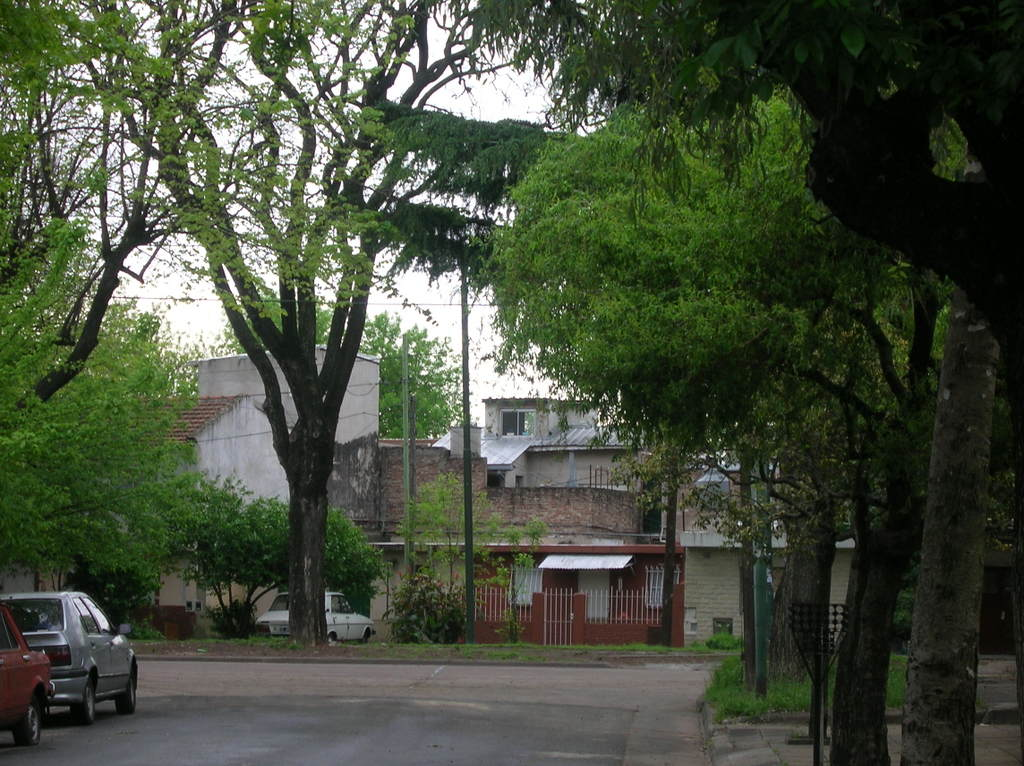
Entrada al Barrio Mitre.

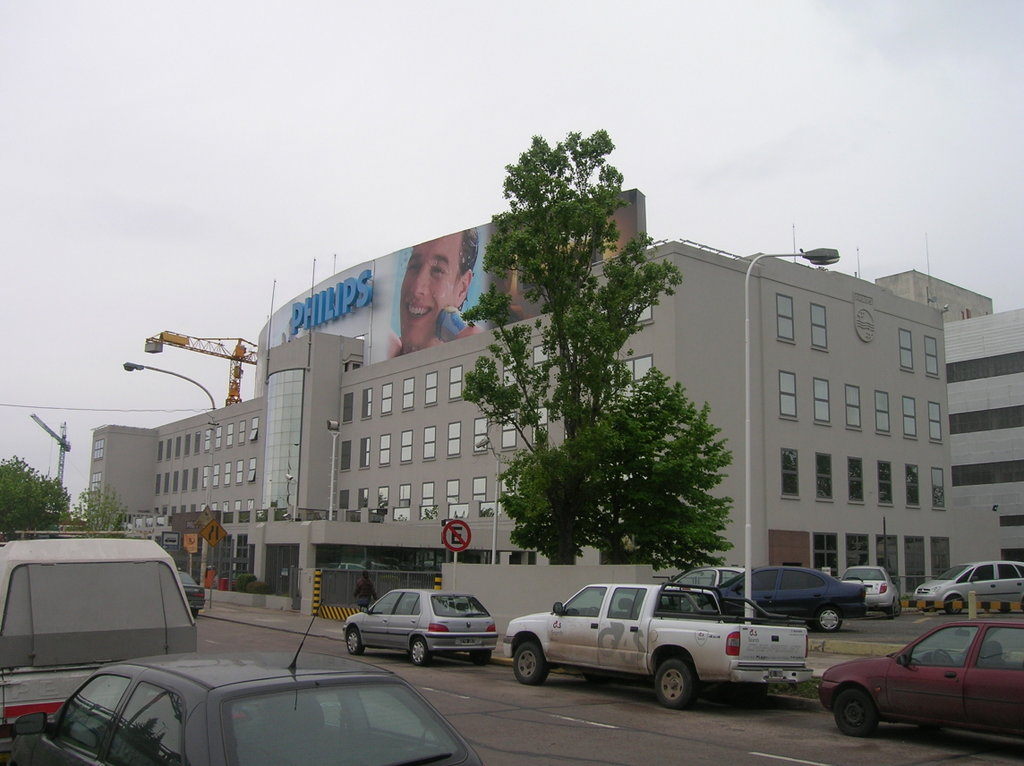
Fábrica Philips, en la calle Vedia con la esquina de la calle Tronador, a espaldas a esta empresa se encuentra el Barrio Mitre.

El Barrio Presidente Mitre, más conocido como Barrio Mitre, comprende un sector del barrio de Saavedra de la Ciudad de Buenos Aires, Argentina, y no está reconocido oficialmente como uno de los 48 barrios porteños.
El barrio se encuentra a espaldas de la Fábrica Philips, y la zona que ocupa consta de construcciones precarias construidas durante el gobierno de facto de la Revolución Libertadora. Está compuesto de 6 manzanas pegadas entre las calles Correa, Posta, Arias y Melián.
Es junto con el Barrio Sarmiento y el Barrio Presidente Roque Sáenz Peña uno de los tres sub-barrios o barrios no oficiales dentro del barrio de Saavedra. 

## Historia
En la década de 1940, en el terreno en el que hoy está este barrio, había una villa miseria. En 1957 en la villa ocurrió un grave incendio sobre la Avenida Ruiz Huidobro y sus habitantes tuvieron que irse a vivir al albergue Warnes, de triste fama. El Barrio Mitre se empezó a construir ese año para los que perdieron sus casas en el incendio, y se inauguró en octubre de 1958. Parte de esta gente fue reubicada en el Barrio Mitre. 
En la década de 1990 durante el Gobierno del presidente de Argentina Carlos Menem, el estado decidió que los terrenos ubicados entre Arias, Melián y Vedia ya no los necesitaba y decidió venderlos, fue allí que los terrenos fueron comprados por los dueños del Hipermercado Auchan. 
Durante el año 2000 comenzaron las obras para construir el Supermercado Auchan al costado de la fábrica Philips y por delante del Barrio Mitre, pero las obras quedaron abandonadas debido a la crisis del 2001. El terreno de esta construcción ocupa unas 4 manzanas y se encontró vacío durante varios años. Ante el peligro de que se instalaran asentamientos ilegales se valló dicho terreno para no permitir el acceso a particulares.
El 13 de mayo de 2009 se inauguró en ese terreno el Shopping llamado DOT Baires Shopping, un centro comercial de última generación que cuenta con las principales marcas.
La construcción de varios edificios cercanos y limítrofes con el Barrio Mitre, como son el DOT Baires Shopping, el Edificio Intecons y el Edificio Panamericana Plaza fue dándole la espalda al barrio, sin mejoras notables para sus residentes. Un aspecto negativo es que antes de la construcción de todos estos edificios circular por la zona era fácil y el estacionamiento estaba garantizado, situaciones ambas que han cambiado en los últimos años.
En 2014 los legisladores Leonardo Grosso y Jorge Taiana —de la Campaña Contra la Violencia Institucional— denunciaron ante el fiscal federal de San Isidro, Fernando Domínguez, persecución a los vecinos, basados en testimonios.

## Biblioteca
En el barrio funciona una biblioteca comunitaria que se encuentra en la calle Correa al 3930.

## Barrio Mitre en el cine
- Taxi, un encuentro: película estrenada en 2001, protagonizada por el actor Diego Peretti. Gran parte de la misma transcurre en el Barrio Mitre.